# یواس‌اس اسکات (دی‌ئی-۲۱۴)
یواس‌اس اسکات (دی‌ئی-۲۱۴) (به انگلیسی: USS Scott (DE-214)) یک کشتی بود که طول آن ۳۰۶ فوت (۹۳ متر) بود. این کشتی در سال ۱۹۴۳ ساخته شد.